# Космічний сплав
«Космічний сплав» (рос. «Космический сплав») — український радянський широкоформатний науково-фантастичний фільм 1964 року режисера Тимофія Левчука. Виробництво кіностудії імені Олександра Довженка.

## Сюжет
Радянські вчені-ракетники і працівники металургійного заводу розробили новий надміцний сплав, необхідний для створення радянських космічних кораблів…

## У ролях
- Олександр Ханов —  Іван Шапкін
- Ніна Веселовська —  Людмила Кареджі
- Всеволод Сафонов —  Гаврюшин
- Микола Крюков —  Григорій Петрович
- Володимир Ємельянов
- Олександр Мовчан —  Рибослед
- Лев Перфілов —  секретар
- Микола Рижов
- Михайло Сидоркин —  Денисов
- Неоніла Гнеповская —  епізод
- Валеріан Виноградов —  Матвій
- Олексій Максимов
- Олександр Толстих —  Сидоркин
- Григорій Михайлов —  Ушаков
- Віктор Поліщук —  начальник цеху
- Петро Аржанов —  епізод
- Юрій Лавров
- Гурген Тонунц —  епізод
- Костянтин Барташевич —  генерал

## Творча група
- Автор сценарію: Аркадій Первенцев
- Режисер: Тимофій Левчук
- Композитор: Герман Жуковський